# لمياء (اسم)
لمياء هو اسم علم مؤنث عربي، معناه ذات الشفتين فيها سمرة حسنة، ومن الشخصيات البارزة التي تحمل الاسم:
- لمياء عاصي (مواليد 1955)، سياسية سورية
- لمياء بهنساوي (مواليد 1984)، لاعبة نبالة مصرية
- لمياء جريج، فنانة تشكيلية ومخرجة أفلام لبنانية
- لمياء المقدم (مواليد 1971)، شاعرة وصحفية ومترجمة تونسية
- لمياء مبيض بيسات (مواليد 1967)، موظفة ومحامية لبنانية
- لمياء زيادة (مواليد 1968)، رسامة وفنانة تشكيلية لبنانية

- لمياء ابوزيد سالم (مواليد 1998) أخصائى موارد بشرية